# Fritz Greiner
Fritz Greiner, auch Fritz Greiner-Dietl, gebürtig Friedrich Dietl (* 1. Jänner 1879 in Wien; † 16. November 1933 in München), war ein österreichischer Schauspieler.

## Leben
Greiner begann seine schauspielerische Laufbahn an verschiedenen Bauerntheatern und agierte zuletzt, während des gesamten Ersten Weltkriegs, am Schlierseer Bauerntheater. 1918 kam er nach München und wurde dort von der Filmgesellschaft Münchner Lichtspielkunst engagiert.
In den 20er Jahren war er ein vielbeschäftigter Neben- und manchmal auch Hauptdarsteller. Er verkörperte stets kraftvolle, zuweilen dämonische, zuweilen heldenhafte Charaktere. Seine bedeutendsten Rollen waren die Titelfiguren des Wallenstein und des Andreas Hofer in den gleichnamigen Produktionen 1924/25 und 1929. Mitte November 1933 nahm er sich während Dreharbeiten in den Münchner Geiselgasteig-Studios durch Gift das Leben.
Greiner ist der Großvater des Regisseurs Helmut Dietl.

## Filmografie
- 1918: Der schwarze Jack
- 1918: Der Herrgott am Wege
- 1919: Der Jäger von Fall
- 1919: Dr. Steffens seltsamster Fall
- 1920: Das Ende des Abenteuers Paolo de Gaspardo
- 1920: Der Klosterjäger
- 1920: Der Kopf des Gonzalez
- 1920: Der Ochsenkrieg
- 1920: Der Mann auf der Flasche
- 1921: Der Überfall auf den Europa-Express
- 1921: Der Brand im Varieté Mascotte
- 1921: Der Einäugige
- 1921: Der Verfluchte
- 1921: Die Schreckensnacht im Hause Clarque
- 1921: Die Wahrsagerin von Paris
- 1922: Nathan der Weise
- 1922: Kauft Mariett-Aktien
- 1923: Mutterherz
- 1923: Zwischen Flammen und Bestien
- 1923: Lachendes Weinen
- 1923: Dr. Sacrobosco, der große Unheimliche
- 1923: Das rollende Schicksal
- 1924: Zwei Kinder
- 1924: Um eines Weibes Ehre
- 1924: ...die sich verkaufen (Regie)
- 1925: Wallenstein
- 1925: Ihre letzte Dummheit
- 1925: Die Perlen des Dr. Talmadge
- 1925: Abenteuer im Nachtexpreß
- 1925: Götz von Berlichingen zubenannt mit der eisernen Hand
- 1925: Was Steine erzählen
- 1925: Zigano, der Brigant vom Monte Diavolo
- 1926: Manon Lescaut
- 1926: Die Gesunkenen
- 1926: Der schwarze Pierrot
- 1926: Der dumme August des Zirkus Romanelli
- 1926: Familie Schimek
- 1926: Unsere Emden
- 1926: Wien, wie es weint und lacht
- 1926: Die elf Schill’schen Offiziere
- 1926: Was ist los im Zirkus Beely?
- 1927: Klettermaxe
- 1927: Der größte Gauner des Jahrhunderts
- 1927: Ich war zu Heidelberg Student
- 1927: Sein größter Bluff
- 1927: Doña Juana
- 1928: Moral
- 1928: Moderne Piraten
- 1928: Robert und Bertram
- 1928: Luther – Ein Film der deutschen Reformation
- 1928: Ungarische Rhapsodie
- 1928: Hurrah! Ich lebe!
- 1928: Haus Nummer 17
- 1928: Der Kampf der Tertia
- 1929: Die Liebe der Brüder Rott
- 1929: Champagner
- 1929: Andreas Hofer
- 1929: Der Erzieher meiner Tochter
- 1930: Der unsterbliche Lump
- 1930: Das Donkosakenlied
- 1930: Kurs auf die Ehe (Kire lained)
- 1930: Liebling der Götter
- 1930: Im Kampf mit der Unterwelt
- 1930: Leutnant warst Du einst bei deinen Husaren
- 1931: Elisabeth von Österreich
- 1931: Tropennächte
- 1931: Der Weg nach Rio
- 1931: Der Raub der Mona Lisa
- 1931: Der Zinker
- 1931: Liebeskommando
- 1931: Die Mutter der Kompagnie
- 1931: Solang’ noch ein Walzer von Strauss erklingt
- 1932: Es war einmal ein Walzer
- 1932: Kreuzer Emden
- 1932: Der schwarze Husar
- 1932: Johann Strauss, k. u. k. Hofkapellmeister
- 1933: Kampf um Blond
- 1933: Kaiserwalzer
- 1933: S.A. Mann Brand
- 1933: Die schönen Tage von Aranjuez
- 1933: Ein Unsichtbarer geht durch die Stadt
- 1933: Drei Kaiserjäger